# شهرستان هامون
شهرستان هامون یکی از شهرستان‌های استان سیستان و بلوچستان ایران است. مرکز این شهرستان، شهر محمدآباد است.
این شهرستان در تاریخ ۲۹ آذر ۱۳۹۱ از شهرستان زابل جدا شد و مستقل گردید.

## موقعیت جغرافیایی
شهرستان هامون از شمال تا غرب با شهرستان نیمروز، از شمال شرقی با شهرستان‌های زابل و زهک، از شرق تا جنوب شرقی با مرز افغانستان و از جنوب غربی با شهرستان زاهدان همسایه است.

## پیشینه
نگاه کوتاه به برجستگی‌های شهرستان هامون به روشنی نشان می‌دهد که این سرزمین خاستگاه و پرورشگاه نخستین شهرنشینی بشری بوده است که شهر سوخته از حیث تقسیمات کشوری در دهستان لوتک بخش مرکزی شهرستان هامون به عنوان هفدهمین اثر جهانی ایران ثبت یونسکو نیز گردیده است. پژوهش‌های انجام شده نشان می‌دهد که این شهر با بیش از ۵ هزار سال دیرینگی، خاستگاه بسیاری از اندیشه‌های نخستین بشری در ایجاد ساختارها و مناسبات شهرنشینی بشر با گرایش‌های انسانی، صلح دوستی و ایجاد پیوندهای فرهنگی و تاریخی با تمدن‌های هم‌زمان و هم جوار با تکیه بر توحید و فن آوری‌های صنعتی در یک مدیریت زنانه بوده است.
شهرستان هامون پرچمدار شهرنشینی و نخستین ساختارهای اداری، اقتصادی و اجتماعی بشر در سایه خرد جمعی است. پیوندهای عمیق با تمدن‌های بزرگ بشری هم دوران، ریشه در تکاپوهای تاریخی و تمدنی مردم این حوزه دارد. آثار بر جای مانده در کوه خواجه مهم‌ترین و یگانه‌ترین آثار برجای مانده در تمدن بشری است که به ما توان تحلیل و بررسی چند و چون‌های استقرارهای بشری و به ویژه ساختارهای شهرنشینی در نیمه شرقی فلات ایران را از نسا در ترکمنستان امروزی تا تاکسیلا در پاکستان امروزی می‌دهد. بسیاری از اندیشه‌ها و باورهای تأثیرگذار بشری که نماد و نماینده توحید هستند و بسیاری از آیین‌ها مانند زرتشت، مسیحیت، یهود و باورهای اسلامی در کوه خواجه به اشتراک جغرافیایی می‌رسند و به همین دلیل کوه خواجه در فهرست ده آثار نخستین سازمان میراث فرهنگی برای ثبت در فهرست جهانی ثبت شده است.
در متن‌های روشن و درست تاریخی بویژه آنها که به روزگار اشکانیان و ساسانیان پیوند می‌یابند اهمیت و برجستگی این بخش در ساختارهای سیاسی و مذهبی آن روزگار بسیار روشن‌تر می‌شود بر مبنای همین متن‌ها کوه خواجه، شاخه نشین ایلات سگستنا روزگار اشکانی و ساسانی است که شاه این‌جا حکم فرمانروایی خویش و حوزه مدیریت خویش را دریافت می‌کرد.

## مردم‌شناسی
جمعیت شهرستان هامون را بلوچ ها و فارس های سیستانی و دیگر اقوام مهاجر به این منطقه تشکیل می‌دهند.
مردم این منطقه به زبان بلوچی و زبان فارسی گویش سیستانی صحبت می‌کند. همچنین مردم شهرستان هامون سنی و  شیعه مذهب هستند.

### خوراک در شهرستان هامون
در خصوص خوراک‌های مردم این سرزمین، تمامی متن‌های تاریخی بجا مانده از سیستان  و بلوچستان بر یک نکته اشاره داشتند که گوشت بره گان و گوسفندهای سیستان و بلوچستان از همه جای ایران خوشمزه تر و خوش خورتر است و مردمان سیستان و بلوچستان رمه‌ها و گله‌های بی شمار گوسفند، بز، گاو مرغ به ایران و دنیا هدیه می‌دادند. از نمونه‌های خوشمزه‌ترین خوراک‌های محلی می‌توان به بره‌های کباب شده در تنور تا کباب‌های زغالی گوناگون و گوشت‌های پخته شده در دیگ‌های سنگی و چدنی و همچنین خوراکی‌های فصلی (کشک زرد)، کورگی، گندم شیر، آبگوشت مرغ خزک، آبگوشت آرد آبه و انواع نان‌های تافتون، لواش با نام‌های نان کهری، نان روغنی، کوکه، چلبک و … اشاره نمود.

## جاذبه‌های گردشگری
- شهر سوخته
- آتشکده ورمال
- کوه خواجه
- قلعه رستم
- قلعه مچی
- قلعه سه کوهه
- قلعه کهک کهزاد
- قلعه رامرود
- آرامگاه خواجه غلطان
- قلعه کک کهزاد
- دریاچه هامون
- آسیاب بادی سیستان
- سه کوهه

## تقسیمات کشوری
شهرستان هامون شامل ۲ بخش، ۴ دهستان و ۳ شهر به شرح زیر است:

### شهرستان هامون
| بخش       | مرکز بخش  | جمعیت بخش ۱۳۹۵ | نام دهستان | مرکز دهستان | جمعیت دهستان ۱۳۹۵ | شهر                      | جمعیت شهر ۱۳۹۵     |
| --------- | --------- | -------------- | ---------- | ----------- | ----------------- | ------------------------ | ------------------ |
| مرکزی     | محمدآباد  | ۲۹٬۷۹۱ نفر     | محمدآباد   | محمدآباد    | ۱۳٬۵۲۶ نفر        | محمدآباد شهر جدید رامشار | ۳٬۴۶۸ نفر **** نفر |
| مرکزی     | محمدآباد  | ۲۹٬۷۹۱ نفر     | لوتک       | لوتک        | ۱۲٬۷۹۷ نفر        | محمدآباد شهر جدید رامشار | ۳٬۴۶۸ نفر **** نفر |
| تیمورآباد | تیمورآباد | ۱۱٬۰۶۹ نفر     | تیمورآباد  | تیمورآباد   | ۴٬۸۵۶ نفر         | علی‌اکبر                  | ۴٬۷۷۹ نفر          |
| تیمورآباد | تیمورآباد | ۱۱٬۰۶۹ نفر     | کوه خواجه  | صیادان سفلی | ۱٬۴۳۴ نفر         | علی‌اکبر                  | ۴٬۷۷۹ نفر          |

## جمعیت
بر پایه سرشماری عمومی نفوس و مسکن درسال ۱۳۹۵، جمعیت شهرستان هامون برابر با ۴۱٬۰۱۷ نفر بوده است.

## صنایع دستی
هر شهر دارای صنایع دستی مخصوص به خود می‌باشد که هنر دست مردم بومی و محلی آن شهرستان می‌باشد، در شهرستان هامون نیز بیشت رمردم به کار کشاورزی و دامداری مشغول هستند علاوه بر آن مردم محلی به سوزن دوزی بلوچی حصیر بافی یا خولک بافی، پارچه بافی، پریوار دوزی بلوچی، سکه دوزی بلوچی، گلیم بافی(شال بافی سیستان)، سفال‌گری، زیورآلات، خامه دوزی نیز مشغول هستند.